# Cyclohexan-1,2-dicarbonsäureanhydrid
Cyclohexan-1,2-dicarbonsäureanhydrid, auch Hexahydrophthalsäureanhydrid, ist eine chemische Verbindung aus der Gruppe der cyclischen Carbonsäureanhydride. An einem Ring aus Cyclohexan befinden sich zwei Carbonsäuregruppen in Ortho-Stellung, welche gemeinsam ein Anhydrid bilden.

## Gewinnung und Darstellung
Cyclohexan-1,2-dicarbonsäureanhydrid wird über die Kernhydrierung von Phthalsäureanhydrid hergestellt. Dieser zusätzliche Prozessschritt ist ein Grund für den höheren Preis gegenüber dem aromatischen Phthalsäureanhydrid.

## Verwendung
Cyclohexan-1,2-dicarbonsäureanhydrid wird in unterschiedlichen Gebieten der Polymerchemie als Monomer eingesetzt. So ist z. B. die Anwendung als Alternative zu Phthalsäureanhydrid zu erwähnen. Gewünscht ist hier eine bessere Wetterbeständigkeit, vor allem gegen UV-Licht, bei gleichzeitig hoher Härte, was durch Einsatz von Hexahydrophthalsäureanhydrid erreicht werden kann. Des Weiteren können mit Hilfe von Cyclohexan-1,2-dicarbonsäureanhydrid Bindemittel, Polyesterharze, für Lackanwendungen mit deutlich geringerer Viskosität gegenüber von denjenigen auf Basis von Isophthalsäure erzeugt werden. Hieraus resultiert ein höherer Verarbeitungsfestkörper, welcher in Zeiten, in denen dem Umweltschutz viel Aufmerksamkeit geschenkt wird, sehr von Interesse ist. Als Verarbeitungsfestkörper versteht man den nicht flüchtigen Anteil eines Lacksystems. Da die flüchtigen Anteile meist organische Lösemittel sind (VOC) soll deren Anteil möglichst gering gehalten werden. Neben der Reduktion der nötigen absoluten Lackmenge oder wechseln auf wässrige Systeme ist das erhöhen des Verarbeitungsfestkörpers hier die beste Option.
Neben der Anwendung als Bindemittel in Lacken kann Cyclohexan-1,2-dicarbonsäureanhydrid auch als Anhydrid-Härter für Epoxidharze genutzt werden. Eine Anwendung wären Gießharzmassen, welche bei Raumtemperatur oder bei erhöhter Temperatur aushärten können. Zu beachten ist hier ebenfalls der höhere Preis gegenüber Phthalsäureanhydrid.